# 畑儀文
畑 儀文（はた よしふみ、1955年 - ）は、日本のテノール歌手、指揮者、合唱指揮者。武庫川女子大学音楽学部元教授。兵庫県丹波篠山市出身。
声楽を田原祥一郎、マックス・ファン・エグモント、ヘルマン・クリスティアン・ポルスターに師事。

## 経歴

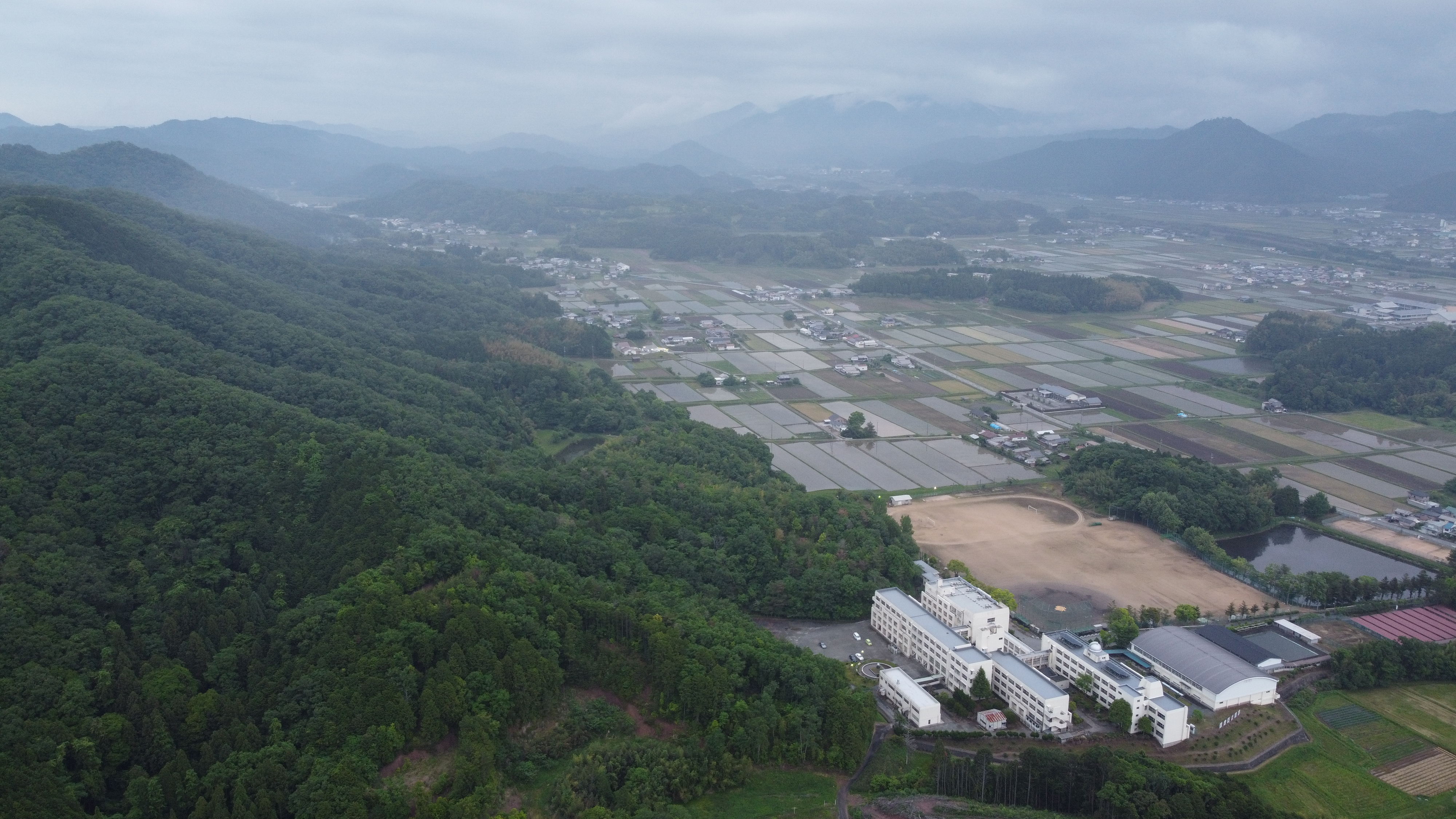
畑が吹奏楽部に所属し、クラリネットを演奏していた兵庫県立篠山鳳鳴高等学校

兵庫県立篠山鳳鳴高等学校時代は吹奏楽部に所属し、クラリネットを演奏していた。高校時代の同級生に合唱指揮者の西岡茂樹がいる。高校時代の音楽の先生から声楽を勧められ、声楽家の田原祥一郎を紹介されたことをきっかけに、声楽家への道を志す。高校卒業後、1973年に大阪音楽大学音楽学部声楽科へ入学。1979年、同大の大学院を修了。
1979年、大阪にて小林道夫の伴奏による初リサイタルを行う。その後もソリストとして活動を行い、ペーター・ダムやイェルク・デームス等の世界的演奏者と共演した。1991年、オランダ・アムステルダムにおいて、バロック歌手として高名なマックス・ファン・エグモントの指導を受ける。
2011年まで日本テレマン協会においてソリスト、テレマン室内合唱団指揮者、バロック・コア・テレマン (B.C.T.)の指揮者を務める。2012年より関西フィルハーモニー管弦楽団に新しく設立された、関西フィルハーモニー合唱団の指導を担当する。
その他に「シューベルティアーデ・ジャパン」代表、「丹波の森国際音楽祭シューベルティアーデたんば」総合プロデューサー、「甲子園の歴史と文化を守り育てる会」副会長などを務めている。

## 受賞歴
- 1979年 - 大阪文化祭奨励賞
- 1986年 - 咲くやこの花賞
- 1986年 - 神戸灘ライオンズクラブ賞
- 1987年 - 大阪文化祭本賞
- 1988年 - 大阪文化祭本賞・大阪府民劇場奨励賞
- 1989年 - 大阪文化祭本賞
- 1993年 - 坂井時忠音楽賞
- 1995年 - ブルーメール音楽賞
- 1996年 - 兵庫県芸術奨励賞・大阪文化祭奨励賞
- 2007年 - 兵庫県文化賞[4]

## ディスコグラフィー
| 日本のうた                           | 1998年08月19日 | コロムビアミュージックエンタテインメント |
| シクラメンのかほり〜新しい日本のうた | 2001年01月20日 | コロムビアミュージックエンタテインメント |
| シューベルト : 美しき水車小屋の娘    | 2001年01月20日 | コロムビアミュージックエンタテインメント |
| 昭和のうた                           | 2001年06月21日 | コロムビアミュージックエンタテインメント |
| トスティ:歌曲集                      | 2001年06月21日 | コロムビアミュージックエンタテインメント |
| こどものこころ                       | 2016年01月22日 | エール株式会社                           |